# Чемпионы (фильм, 1983, Гонконг)
«Чемпионы» (англ. The Champions) — гонконгская спортивная комедия с участием актёра Юнь Пиу. Фильм не имел успеха в прокате Гонконга и получил смешанную критику в обзорах и рецензиях.

## Сюжет
Бедный фермер, Лэй Тхон, противостоит богатому деревенскому «третьему мастеру», из-за чего вынужден бежать в Гонконг. Там он знакомится с Сиусюнем, фанатом футбола, и случайно оскорбляет известного футболиста По Вонкама (Короля). Когда футбольный клуб Лунва проводит набор в команду, двое друзей решают  туда вступить. Тем не менее, оказывается, что Король — экзаменатор и тренер команды. Тхона принимают в клуб, но только в качестве уборщика. Сиусюнь советует другу отказаться, но тот хочет остаться и часто практикуется с ним. На самом деле, Король легко готов расстаться с победой ради крупной суммы. Во время одной из игр Король посылает Тхона на поле в надежде на проигрыш своей команды, однако новый игрок приносит победу. После этого члены команды Короля избивают победителя, но парень становится знаменитым. Глава команды Саньсан нанимает Лэй Тхона и Сиусюня. Король подкупает арбитра и ставит свою ногу на победу своей команды. Лэй Тхон играет до самого конца, и матч оканчивается со счётом 3:3.

## Исполнители ролей
| Актёр/актриса | Персонаж                         |
| Юнь Пиу       | Лэй Тхон                         |
| Чён Куоккён   | Сиусюнь                          |
| Дик Вэй       | По Вонкам (Король)               |
| Мун Ли        | Сюнь Фун                         |
| Эдди Коу      | дядя Тхона                       |
| Тино Вон      | третий мастер                    |
| Тхон Тхиньхэй | тренер команды Саньсан           |
| Кам Пиу       | босс синдиката футбольных ставок |
| Чён Кинпо     | ассистент Короля                 |
| Бренди Юнь    | помогает купить билеты           |
| Ён Онь        | футбольный зритель               |

## Критика
HKCinema.ru: 
...как ни крути, а именно в плане зрелищного футбола, сочетающего настоящий футбол, боевые искусства и сложные трюки, это, возможно, самый эффектный фильм из всех, что когда-либо были сняты.
 Kung Fu Movie Guide: 
...это странный фильм, поистине, и что-то вроде увлекательной причуды.
 Far East Films: 
К моменту появления конечных титров определённо есть ощущение, что значительный потенциал был потрачен впустую.

## Номинации
3-я Гонконгская кинопремия (1984)
| Категория          | Лауреат               | Результат |
| ------------------ | --------------------- | --------- |
| Лучшая хореография | Бренди Юнь, Юнь Сёньи | Номинация |

## Основная музыкальная тема
Музыку к песне «战士» (дословно — «Боец»), звучащей на протяжении фильма, написал Махмуд Рамжан, автором слов выступил поэт-песенник Ричард Лам, вокал — Лэй Чунхоу.